# Stichophthalma siamensis
Stichophthalma siamensis är en fjärilsart som beskrevs av Rothschild 1916. Stichophthalma siamensis ingår i släktet Stichophthalma och familjen praktfjärilar. Inga underarter finns listade i Catalogue of Life.